# Navegando
Navegando es el primer álbum de estudio, y el segundo en general del cantante colombiano Mike Bahía. El álbum se caracteriza por el estilo urbano y tropical de Mike Bahía, donde hay una combinación de ritmos como el reguetón, reggae y música latina. Asimismo el 15 de noviembre de 2019, el álbum fue presentado junto a su sencillo «Detente» junto a Danny Ocean.
De este álbum, se desprenden algunos sencillos como: «Serenata», «Esta noche» y «La lá» entre otros. En este álbum, están incluidas las participaciones de Greeicy, Danny Ocean y Ovy On The Drums.

## Lista de canciones
| N.º | Título                         | Duración |  |
| 1.  | «Cómo estás»                   | 2:12     |  |
| 2.  | «Sufrimos de lo mismo»         | 2:41     |  |
| 3.  | «Detente» (con Danny Ocean)    | 3:01     |  |
| 4.  | «Serenata»                     | 3:26     |  |
| 5.  | «Canciones con mentiras»       | 3:22     |  |
| 6.  | «Apareciste»                   | 3:23     |  |
| 7.  | «Solita pa' mí»                | 3:00     |  |
| 8.  | «La lá» (con Ovy On The Drums) | 3:17     |  |
| 9.  | «Quédate aquí»                 | 3:03     |  |
| 10. | «Esta noche» (con Greeicy)     | 2:48     |  |
| 11. | «Olvidarte»                    | 3:21     |  |